# Kvórum
Kvórum (z latinského quorum, „z nichž“) je kvantitativní podmínka pro platnost voleb nebo hlasování. Ve volbách a v referendu stanoví, jaký minimální podíl oprávněných voličů se jich musí účastnit, aby byly platné. Při hlasování může stanovit jednak jaký minimální podíl (výjimečně i počet) oprávněných hlasujících se hlasování musí zúčastnit, jednak jaký minimální podíl odevzdaných hlasů musí podpořit nějaký návrh, aby se stal platným usnesením.

## Usnášeníschopnost
Při schůzích kolektivních rozhodovacích orgánů, jako jsou parlamenty, představenstva, komise, ale také členské schůze nebo valné hromady, zákon, stanovy nebo jednací řád obvykle stanoví, jaký podíl všech členů daného orgánu se musí zúčastnit, aby byla schůze usnášení schopná, to jest mohla přijímat platná usnesení. Nejčastější kvórum pro usnášeníschopnost orgánu je nadpoloviční většina všech jeho členů. Tím se má zajistit, že přítomní na schůzi představují většinu a jejich usnesení tedy mohou platit i pro nepřítomnou menšinu. Pro zvlášť závažná rozhodnutí (například zrušení spolku) mohou stanovy vyžadovat ještě vyšší kvórum.
Britská Sněmovna lordů potřebuje pro procedurální hlasování účast nejméně tří, pro hlasování o legislativě nejméně 30 členů. V Dolní sněmovně je pro hlasování třeba nejméně 40 členů.

## Hlasování
Pro běžná hlasování většinou platí prostá většina: schválen je ten návrh usnesení, zvolen je ten kandidát, který získal nejvíce hlasů. Pro významnější hlasování se někdy stanoví přísnější pravidla. Absolutní většina znamená, že návrh usnesení je schválen, pokud jej podpořila nadpoloviční většina přítomných. Kvalifikovaná většina předepisuje jiný, zpravidla ještě vyšší podíl hlasů, například 2/3, 3/5 přítomných. Pokud je usnášeníschopnost schůze stanovena jako nadpoloviční účast všech oprávněných, reprezentativnost hlasování přesto závisí na účasti – je podstatně vyšší, pokud je účast na schůzi 90 % než je-li pouze 51 %. Proto se někdy pro platnost usnesení vyžaduje nadpoloviční většina všech oprávněných.

## Volby a referendum
Pro platnost voleb se kvórum (to jest minimální volební účast) obvykle nestanoví. V České republice se pro platnost místního referenda vyžaduje účast alespoň poloviny oprávněných voličů. V některých zemích se nadpoloviční účast vyžaduje například při přímé volbě prezidenta. V některých státech, které kvóra předepisují, je předepsaná účast buď spíše formálním pozůstatkem (např. Lucembursko), může však někdy stát v cestě účinnému rozhodování (např. Itálie[zdroj?]).

## Quorum busting
Kvórum lze využít k zamezení hlasování prostě tím, že se odpůrci návrhu schůze nebo hlasování neúčastní (obvyklá taktika např. v USA, tzv. quorum busting, nebo v Itálii).

## V totalitních zřízeních
V totalitních systémech byla účast voličů ve „volbách“ de facto povinná, takže se dosahovaly neobvykle vysoké volební účasti i neobvykle jednoznačné výsledky, které však byly jen demonstrací poslušnosti režimu. Také vysoká účast poslanců na schůzích a často jednomyslná usnesení vyjadřovala spíš poslušnost a loajalitu.
Tak např. v zemích sovětského bloku za dob komunismu byla volební účast považována za čestnou občanskou povinnost a často oficiálně dosahovala až „99,99 %“. Povinnost volit zpravidla přitom nebyla uzákoněna a volební neúčast nebyla zákonem sankcionována. Takto „volené“ a za chod veřejného života (formálně) zodpovědné orgány hlasovaly otevřeně. Ti, kteří (by) hlasovali jinak, než bylo očekáváno, (by) byli postiženi sankcemi.
Podobně se chovaly fašistické i nacistické režimy, pokud vůbec parlamentní hlasování zachovaly.